# Фрам (футбольний клуб)
«Фрам» (ісл. Fram) — ісландський футбольний клуб із Рейк'явіка, заснований 1908 року. Виступає у найвищому дивізіоні Ісландії. 2005 року клуб опустився в першу лігу, втім після наступного сезону повернуся до найвищого дивізіону. В 2014 році команда знову понизилася в класі й на даний момент є аутсайдером першого дивізіону, фінішувавши в сезоні 2015 на 9-му з 12-ти місцях та йдучи на 8-му за результатом першої половини сезону 2016.

## Досягнення
Чемпіонат Ісландії
- Чемпіон (18): 1913, 1914, 1915, 1916, 1917, 1918, 1921, 1922, 1923, 1925, 1939, 1946, 1947, 1962, 1972, 1986, 1988, 1990.

Перший дивізіон
- Переможець (1): 2006

Кубок Ісландії
- Володар кубка (8): 1970, 1973, 1979, 1980, 1985, 1987, 1989, 2013

Суперкубок Ісландії
- Володар кубка (6): 1971, 1974, 1981, 1985, 1986, 1989.

## Виступи в єврокубках
| Сезон   | Змагання                     | Раунд | Клуб              | Вдома | На виїзді | В сукупності |
| ------- | ---------------------------- | ----- | ----------------- | ----- | --------- | ------------ |
| 1971–72 | Кубок володарів кубків       | ПР    | Гіберніанс        | 2-0   | 0-3       | 2–3          |
| 1973–74 | Кубок європейських чемпіонів | 1Р    | Базель            | 0–5   | 2–6       | 2–11         |
| 1974–75 | Кубок володарів кубків       | 1Р    | Реал Мадрид       | 0–2   | 0–6       | 0–8          |
| 1976–77 | Кубок УЄФА                   | 1Р    | Слован Братислава | 0–3   | 0–5       | 0–8          |
| 1977–78 | Кубок УЄФА                   | 1Р    | Старт             | 0–6   | 0–2       | 0–8          |
| 1980–81 | Кубок володарів кубків       | 1Р    | Відовре           | 0–1   | 0–2       | 0–3          |
| 1981–82 | Кубок володарів кубків       | 1Р    | Дандолк           | 2–1   | 0–4       | 2–5          |
| 1982–83 | Кубок УЄФА                   | 1Р    | Шемрок Роверс     | 0–3   | 0–4       | 0–7          |
| 1986–87 | Кубок володарів кубків       | 1Р    | ГКС Катовіце      | 0–3   | 0-1       | 0–4          |
| 1987–88 | Кубок європейських чемпіонів | 1Р    | Спарта Прага      | 0–2   | 0–8       | 0–10         |
| 1988-89 | Кубок володарів кубків       | 1Р    | Барселона         | 0–2   | 0–5       | 0–7          |
| 1989–90 | Кубок європейських чемпіонів | 1Р    | Стяуа             | 0–4   | 0–1       | 0–5          |
| 1990–91 | Кубок володарів кубків       | 1Р    | Юргорден          | 3–0   | 1–1       | 4–1          |
| 1990–91 | Кубок володарів кубків       | 2Р    | Барселона         | 1–2   | 0–3       | 1–5          |
| 1991–92 | Кубок європейських чемпіонів | 1Р    | Панатінаїкос      | 2–2   | 0–0       | 2–2          |
| 1992–93 | Кубок УЄФА                   | 1Р    | Кайзерслаутерн    | 0–3   | 0–4       | 0–7          |
| 2009–10 | Ліга Європи                  | 1КР   | Нью-Сейнтс        | 2–1   | 2–1       | 4–2          |
| 2009–10 | Ліга Європи                  | 2КР   | Сігма Оломоуць    | 0-2   | 1-1       | 1–3          |
| 2014–15 | Ліга Європи                  | 1КР   | Нимме Калью       | 0–1   | 2–2       | 2–3          |